# Crinum carolo-schmidtii
Crinum carolo-schmidtii är en amaryllisväxtart som beskrevs av Moritz Kurt Dinter. Crinum carolo-schmidtii ingår i släktet Crinum, och familjen amaryllisväxter. Inga underarter finns listade i Catalogue of Life.